# 微波水热法
微波水热法（英語：Microwave Hydrothermal assisted）即利用微波作为加热工具，实现分子水平上的搅拌，克服水热容器加热不均匀的缺点，缩短反应时间，提高工作效率，有加热速度快，加热均匀，无温度梯度，无滞后效应等优点。
合成奈米磁性粒子、製備銀釩氧化物、微弧氧化（二氧化鈦）等表面處理，提高表面陶瓷膜之耐蝕性。